# Cottus szanaga
Cottus szanaga är en fiskart som beskrevs av Dybowski, 1869. Cottus szanaga ingår i släktet Cottus och familjen simpor. Inga underarter finns listade i Catalogue of Life.